# El a mancsokkal, te sajtképű!
El a mancsokkal, te sajtképű (eredeti cím: Giù le zampe, faccia di fontina!) az olasz Geronimo Stilton ifjúsági könyve. Olaszországban 2000-ben jelent meg az Edizioni Piemme forgalmazásában. Magyarországon az Alexandra Kiadó adta ki 2005-ben.

## Ismertető
Mi történik itt? Ki lehet az a megátalkodott egér, aki úgy jár-kel a városban, mintha ő én volnék? Ki az, aki el akarja venni tőlem a Rágcsáló Híreket? Sajtomra mondom, sosem gondoltam volna, hogy...

## Szereplők

### Főszereplők
- Geronimo Stilton – Értelmiségi egér, a Rágcsáló Hírek főszerkesztője
- Tea Stilton – Sportos és dinamikus a Rágcsáló Hírek különleges tudósítója
- Trappola Stilton – Igazi tréfamester, Geronimo Stilton unokaöccse
- Benjamin Stilton – Kedves és szeretnivaló, ő Geronimo Stilton kisebbik unokaöccse
- Kamralaki Kamill – Színművész

### Mellékszereplők
- Tappancs Tivadar – Geronimo Stilton egyik barátja, a Rágcsáliai Sajtminőségvizsgáló Bizottságának elnöke és a sajtmérce feltalálója
- Arcátlan Arnold – Rágcsália legpletykásabb Tv-riportere
- Ínyenc Vince – Alkalmazott a Sajtók Sajtja boltban
- Riporter Rudi – A TopTv-nél
- Tánci Frici – Táncénekes
- Ghróf Sajtossy Szilvesztehr – Tagja a gólf klubnak
- Óvári Ottokár – A régiség kereskedés tulajdonosa
- Fürgeürge Emőke – Tea egyik kedves barátja
- Freud Rajmund – Híres pszichiáter
- Eleder Aladár – pincér
- Sajtvári Elek – újságárus
- Pinky Pick – Geronimo Stilton segédje
- Buzgo Hugó – riporter
- Rasmaussen Nelli – Geronimo Stilton első számú főellensége, nem mellesleg a Patkány Hírmondó igazgatója
- Sajtóhiba Samu
- Márisugrok Zénó – A Patkány Hirmondó szerkesztője
- Ajtósi Józsi – Portás a Patkány Hírmondóban

## Fejezetek a könyvben
- 1. fejezet: Nem emlékszik, hogy rálépett a tyúkszememre? 7
- 2. fejezet: Parmezán és mozzarella? 9
- 3. fejezet: Meséljen! Mindent hallani akarunk! 12
- 4. fejezet: A sajtok sajtja 14
- 5. fejezet: Első osztályú toalett 18
- 6. fejezet: Ön az, Stilton úr? 21
- 7. fejezet: Halló, halló! 24
- 8. fejezet: Nem gondoltam volna, hogy tudsz motorozni! 27
- 9. fejezet: Adna kérem, egy autogrammot? 31
- 10. fejezet: Mint két ikeregér! 34
- 11. fejezet: Édes vagy, mint a méééz... 36
- 12. fejezet: Kamralaki Kamill 44
- 13. fejezet: Ó, miért is késtem el éppen aznap reggel? 48
- 14. fejezet: A nyávogós macska bajszát 52
- 15. fejezet: Reggeli vagy újság? 56
- 16. fejezet: Margarin nagynéném igazi ajándéka 59
- 17. fejezet: Parmezán illatú fürdősó 61
- 18. fejezet: Bocsáss meg Geronimo... 65
- 19. fejezet: Geronimo bácsi! 68
- 20. fejezet: Mi az? Pattanás nőtt az oromra? 73
- 21. fejezet: Monsieur Friseur 75
- 22. fejezet: Egy kis púder a farkincára 80
- 23. fejezet: Voilá a számla! 83
- 24. fejezet: Jövök! Máris jövök! 88
- 25. fejezet: Most azonnal! Értette? 90
- 26. fejezet: Itt én vagyok a főnök, értették? 98
- 27. fejezet: Tűnj innen, te sajtképű! 102
- 28. fejezet: Minden a te hibád, értetted? 104
- 29. fejezet: Kamralaki telefonált... 110

Oldalak száma összesen: 119 oldal

## Eredeti változat
- Szöveg: Geronimo Stilton
- Borítóterv: Larry Keys
- Belső illusztrációk: ötlet: Larry Keys, kivitelezés: Mac Mouse
- Grafika: Veresvarkocs Veronika és Fánkfaló Frank
- Eredeti kiadás: 2000 Edizioni Piemme, Milanó

## Magyar változat
- El a mancsokkal, te sajtképű!; ford. Kotsis Orsolya; Alexandra, Pécs, 2005 (Mulatságos történetek, színes kalandok)
- Fordította: Kotsis Orsolya
- Felelős kiadó: A kft. ügyvezető igazgatója
- Felelős szerkesztő: Balla Margit
- A kiadvány magyar változatát Müller Péter tervezte
- Nyomta: Kinizsi Nyomda Kft., Debrecen
- Felelős vezető: Bördős János igazgató
- Megjelent 7,41 (A/5) ív terjedelemben.
- Magyar kiadás: 2005 Alexandra Kiadó, Pécs